# Puchar Europy Mistrzów Klubowych (1964/1965)
W sezonie 1964/1965 rozegrano dziesiątą edycję Pucharu Europy Mistrzów Klubowych (ang. European Champion Clubs' Cup), którego kontynuacją jest dzisiejsza Liga Mistrzów UEFA. W turnieju wystąpiło trzydzieści jeden drużyn. Mecz finałowy, rozegrany 27 maja 1965 na San Siro w Mediolanie, zakończył się zwycięstwem Interu Mediolan nad Benfiką 1:0.

## Runda wstępna
| Drużyna 1                    | Wynik dwumeczu | Drużyna 2         | Pierwszy mecz | Drugi mecz |
| ---------------------------- | -------------- | ----------------- | ------------- | ---------- |
| Knattspyrnufélag Reykjavíkur | 1:11           | Liverpool         | 0:5           | 1:6        |
| Chemie Lipsk                 | 2:6            | Vasas ETO Győr    | 0:2           | 2:4        |
| Rangers                      | 5:51           | FK Crvena zvezda  | 3:1           | 2:4        |
| Dukla Praga                  | 4:42           | Górnik Zabrze     | 4:1           | 0:3        |
| AS Saint-Étienne             | 3:4            | La Chaux-de-Fonds | 2:2           | 1:2        |
| Partizani Tirana             | 0:2            | 1. FC Köln        | 0:0           | 0:2        |
| Reipas Lahti                 | 2:4            | Lyn               | 2:1           | 0:3        |
| RSC Anderlecht               | 2:23           | Bologna FC        | 1:0           | 1:2        |
| Łokomotiw Sofia              | 8:5            | Malmö FF          | 8:3           | 0:2        |
| Sliema Wanderers             | 0:7            | Dinamo Bukareszt  | 0:2           | 0:5        |
| Aris                         | 2:10           | SL Benfica        | 1:5           | 1:5        |
| Glentoran                    | 4:5            | Panathinaikos AO  | 2:2           | 2:3        |
| Rapid Wiedeń                 | 5:0            | Shamrock Rovers   | 3:0           | 2:0        |
| DWS                          | 4:1            | Fenerbahçe SK     | 3:1           | 1:0        |
| B 1909                       | 2:9            | Real Madryt       | 2:5           | 0:4        |

1 Rangers wygrało 3:1 ze Crveną zvezdą w decydującym o awansie do I rundy meczu.
2 Dukla Praga przeszła do I rundy po dodatkowym meczu z Górnikiem Zabrze (0:0), dzięki losowaniu monetą.
3 Anderlecht przeszedł do I rundy po dodatkowym meczu z Bologną (0:0), dzięki losowaniu monetą.

### Pierwsze mecze
| 17.08.1964 | KR | 0:50:1 | Liverpool · Wallace 3', 60' · Hunt 46', 88' · Chisnall 57' | Laugardalsvöllur, Reykjavík Widzów: 10.268 Sędzia: Johan Riseth |
|            |    |        |                                                            |                                                                 |

| 02.09.1964 | Chemie Lipsk | 0:20:0 | Vasas ETO Győr · Keglovich 64' · Korsós 66' | Zentralstadion, Lipsk Widzów: 36.467 Sędzia: Edward Budaj |
|            |              |        |                                             |                                                           |

| 02.09.1964 | Rangers · Brand 10', 89' · Forrest 46' | 3:11:0 | FK Crvena zvezda · Kostić 54' | Ibrox Park, Glasgow Widzów: 77.669 Sędzia: Franz Geluck |
|            |                                        |        |                               |                                                         |

| 06.09.1964 | Dukla Praga · Vacenovský 22' · Nedorost 55', 85', 87' | 4:11:1 | Górnik Zabrze · Lubański 6' | Stadion Na Juliska, Praga Widzów: 8.056 Sędzia: Fritz Köpcke |
|            |                                                       |        |                             |                                                              |

| 09.09.1964 | AS Saint-Étienne · Mekloufi 18' · Guy 60' | 2:21:2 | FC La Chaux-de-Fonds · Bertschi 32', 43' | Stade Geoffroy-Guichard, Saint-Étienne Widzów: 17.412 Sędzia: Anibal Da Silva |
|            |                                           |        |                                          |                                                                               |

| 09.09.1964 | Partizani Tirana | 0:0 | 1. FC Köln | Stadiumi Qemal Stafa, Tirana Widzów: 26.483 Sędzia: Stjepan Varašdinac |
|            |                  |     |            |                                                                        |

| 09.09.1964 | Lahden Reipas · Kautonen 25' · Talsi 60' | 2:11:1 | Lyn Fotball · Stavrum 26' | Stadion Kisapuisto, Lahti Widzów: 2.336 Sędzia: Hans Karlsson |
|            |                                          |        |                           |                                                               |

| 09.09.1964 | RSC Anderlecht · Van Himst 49' | 1:00:0 | Bologna | Stadion Heysel, Bruksela Widzów: 64.091 Sędzia: Rudolf Kreitlein |
|            |                                |        |         |                                                                  |

| 10.09.1964 | Łokomotiw Sofia · Kotkow 6', 8', 28', 47', 59' · Debarski 20', 42' · Milew 61' | 8:35:1 | Malmö FF · Ekström 15' · Larsson 51', 62' | Stadion Wasyla Lewskiego, Sofia Widzów: 15.238 Sędzia: Alfred Gaberfellner |
|            |                                                                                |        |                                           |                                                                            |

| 13.09.1964 | Sliema Wanderers | 0:20:0 | Dinamo Bukareszt · Frăţilă 4' · Nunweiller VI 41' | Empire Stadium, Gżira Widzów: 7.784 Sędzia: Antonio Sbardella |
|            |                  |        |                                                   |                                                               |

| 16.09.1964 | Aris · Hoffmann 87' | 1:50:4 | SL Benfica · Torres 14', 18', 35', 61' · Eusébio 42' | Stade Josy Barthel, Luksemburg Widzów: 4.962 Sędzia: Karl Keller |
|            |                     |        |                                                      |                                                                  |

| 16.09.1964 | Glentoran F.C. · Turner 40' (k.) · Thompson 58' | 2:21:2 | Panathinaikos AO · Giannakopoulos 13' · Papoutsakis 22' | Stadium The Oval, Belfast Widzów: 16.560 Sędzia: Frede Hansen |
|            |                                                 |        |                                                         |                                                               |

| 16.09.1964 | Rapid Wiedeń · Glechner 28', 62' · Nuske 56' | 3:01:0 | Shamrock Rovers | Praterstadion, Wiedeń Widzów: 13.103 Sędzia: Stanislav Fencl |
|            |                                              |        |                 |                                                              |

| 16.09.1964 | DWS Amsterdam · Geurtsen 44', 63' · Hollander 52' | 3:11:0 | Fenerbahçe SK · Birol 58' | Stadion Olimpijski, Amsterdam Widzów: 36.837 Sędzia: Tage Sørensen |
|            |                                                   |        |                           |                                                                    |

| 23.09.1964 | B 1909 · Richter 15' · Danielsen 83' | 2:51:3 | Real Madryt · Gento 4', 42', 51' · Grosso 29' · Puskás 60' | Odense Stadion, Odense Widzów: 18.139 Sędzia: Kenneth Dagnall |
|            |                                      |        |                                                            |                                                               |

### Rewanże
| 14.09.1964 | Liverpool · Byrne 13' · St. John 23', 74' · Hunt 50' · Graham 65' · Stevenson 67' | 6:12:1 | KR · Felixson 30' | Anfield Road, Liverpool Widzów: 32.597 Sędzia: Andries van Leeuwen |
|            |                                                                                   |        |                   |                                                                    |

| 09.09.1964 | Vasas ETO Győr · Palotai 10' · Keglovich 30', 50' · Orosz 60' | 4:22:0 | Chemie Lipsk · Scherbart 85' · Behla 88' | Stadion Vagongyári pálya, Győr Widzów: 8.175 Sędzia: Nicolae Mihailescu |
|            |                                                               |        |                                          |                                                                         |

| 09.09.1964 | FK Crvena zvezda · Prljinčević 33', 68' · Kostić 65' · Melić 76' | 4:21:1 | Rangers · Greig 40' · McKinnon 83' | Stadion Crvena Zvezda, Belgrad Widzów: 42.939 Sędzia: Bruno De Marchi |
|            |                                                                  |        |                                    |                                                                       |

| 20.09.1964 | Górnik Zabrze · Pohl 32', 60' · Musiałek 65' | 3:01:0 | Dukla Praga | Stadion Śląski, Chorzów Widzów: 77.379 Sędzia: Gyula Emsberger |
|            |                                              |        |             |                                                                |

| 16.09.1963 | FC La Chaux-de-Fonds · Skiba 46' · Trivellin 70' | 2:10:1 | AS Saint-Étienne · Guy 10' | Parc des Sports de la Charriére, La Chaux-de-Fonds Widzów: 9.242 Sędzia: Manuel Gómez Arribas |
|            |                                                  |        |                            |                                                                                               |

| 09.09.1964 | 1. FC Köln · Sturm 80' · Overath 90' | 2:00:0 | Partizani Tirana | Müngersdorfer Stadion, Kolonia Widzów: 45.236 Sędzia: Dittmar Huber |
|            |                                      |        |                  |                                                                     |

| 07.10.1964 | Lyn Fotball · Seemann 11', 51' · Berg 75' | 3:00:0 | Lahden Reipas | Bislett Stadion, Oslo Widzów: 11.394 Sędzia: William McBeyne |
|            |                                           |        |               |                                                              |

| 07.10.1964 | Bologna · Pascutti 57' · Nielsen 75' | 2:10:0 | RSC Anderlecht · Stockman 89' | Stadio Comunale, Bolonia Widzów: 33.791 Sędzia: Lajos Horvath |
|            |                                      |        |                               |                                                               |

| 30.09.1964 | Malmö FF · Larsson 23' (k.), 31' | 2:0 | Łokomotiw Sofia | Malmö Stadion, Malmö Widzów: 11.753 Sędzia: Gerhard Schulenburg |
|            |                                  |     |                 |                                                                 |

| 19.09.1964 | Dinamo Bukareszt · Pârcălab 30', 42' · Petru 65' · Frăţilă 84', 86' | 5:02:0 | Sliema Wanderers | Stadionul Național, Bukareszt Widzów: 10.501 Sędzia: Dimityr Rumenczew |
|            |                                                                     |        |                  |                                                                        |

| 30.09.1964 | SL Benfica · Eusébio 23', 52' · Simões 57' · Torres 69' · José Augusto 87' | 5:11:0 | Aris · Schreiner 48' | Estádio da Luz, Lizbona Widzów: 16.289 Sędzia: Jean Tricot |
|            |                                                                            |        |                      |                                                            |

| 30.09.1964 | Panathinaikos AO · Loukanidis 17' (k.), 70' · Papoutsakis 77' | 3:21:1 | Glentoran F.C. · Turner 40' · Pavis 75' | Leoforos, Ateny Widzów: 23.910 Sędzia: Petar Dżonew |
|            |                                                               |        |                                         |                                                     |

| 30.09.1964 | Shamrock Rovers | 0:20:0 | Rapid Wiedeń · Wolny 53' · Flögel 85' | Dalymount Park, Dublin Widzów: 31.649 Sędzia: Leopold Sylvain Horn |
|            |                 |        |                                       |                                                                    |

| 07.10.1964 | Fenerbahçe SK | 0:10:0 | DWS Amsterdam · Temming 82' | Kendi Stadyumu Dolmabahçe, Stambuł Widzów: 36.211 Sędzia: Konstantin Žečević |
|            |               |        |                             |                                                                              |

| 14.10.1964 | Real Madryt · Gento 9', 88' · Grosso 28' · Amancio 77' | 4:02:0 | B 1909 | Estadio Santiago Bernabéu, Madryt Widzów: 35.000 Sędzia: Marcel Bois |
|            |                                                        |        |        |                                                                      |

### Dodatkowe mecze
| 04.11.1964 | Rangers · Forrest 12', 36' · Brand 75' | 3:11:1 | FK Crvena zvezda · Čop 79' | Highbury, Londyn Widzów: 34.428 Sędzia: Kenneth Dagnall |
|            |                                        |        |                            |                                                         |

| 14.10.1964 | Dukla Praga | 0:0 | Górnik Zabrze | Wedaustadion, Duisburg Widzów: 13.715 Sędzia: Gerhard Schulenburg |
|            |             |     |               |                                                                   |

| 14.10.1964 | RSC Anderlecht | 0:0 | Bologna | Camp Nou, Barcelona Widzów: 8.649 Sędzia: Daniel María Zariquiegui |
|            |                |     |         |                                                                    |

## I runda
| Drużyna 1         | Wynik dwumeczu | Drużyna 2        | Pierwszy mecz | Drugi mecz |
| ----------------- | -------------- | ---------------- | ------------- | ---------- |
| DWS               | 8:1            | Lyn              | 5:0           | 3:1        |
| La Chaux-de-Fonds | 1:6            | SL Benfica       | 1:1           | 0:5        |
| Inter Mediolan    | 7:0            | Dinamo Bukareszt | 6:0           | 1:0        |
| Panathinaikos AO  | 2:3            | Köln             | 1:1           | 1:2        |
| Real Madryt       | 6:2            | Dukla Praga      | 4:0           | 2:2        |
| Vasas ETO Győr    | 8:7            | Łokomotiw Sofia  | 5:3           | 3:4        |
| Rangers           | 3:0            | Rapid Wiedeń     | 1:0           | 2:0        |
| Liverpool         | 4:0            | RSC Anderlecht   | 3:0           | 1:0        |

### Pierwsze mecze
| 04.11.1964 | DWS Amsterdam · Temming 8', 77' · Lenz 35' · Israël 72' · Burgers 83' | 5:02:0 | Lyn Fotball | Stadion Olimpijski, Amsterdam Widzów: 40.028 Sędzia: John Keith Taylor |
|            |                                                                       |        |             |                                                                        |

| 04.11.1964 | FC La Chaux-de-Fonds · Antenen 37' | 1:1 | SL Benfica · Torres 6' | Parc des Sports de la Charriére, La Chaux-de-Fonds Widzów: 6.482 Sędzia: Raoul Righi |
|            |                                    |     |                        |                                                                                      |

| 11.11.1964 | Inter Mediolan · Jair 12', 35' · Mazzola 16', 78' · Suárez 38' · Milani 81' | 6:04:0 | Dinamo Bukareszt | San Siro, Mediolan Widzów: 20.376 Sędzia: Manuel Gómez Arribas |
|            |                                                                             |        |                  |                                                                |

| 12.11.1964 | Panathinaikos AO · Papoutsakis 74' | 1:10:1 | 1. FC Köln · Müller 25' | Leoforos, Ateny Widzów: 24.243 Sędzia: Dimityr Rumenczew |
|            |                                    |        |                         |                                                          |

| 18.11.1964 | Real Madryt · Amancio 23', 76', 84' · Grosso 33' | 4:02:0 | Dukla Praga | Estadio Santiago Bernabéu, Madryt Widzów: 67.067 Sędzia: Joseph Hannet |
|            |                                                  |        |             |                                                                        |

| 18.11.1964 | Vasas ETO Győr · Győrfi 39', 70' · Korsós 50' · Povázsai 80', 85' | 5:31:1 | Łokomotiw Sofia · Kotkow 42', 63' · Debarski 65' | Stadion Vagongyári pálya, Győr Widzów: 6.874 Sędzia: Stjepan Varašdinac |
|            |                                                                   |        |                                                  |                                                                         |

| 18.11.1964 | Rangers · Wilson 55' | 1:00:0 | Rapid Wiedeń | Ibrox Park, Glasgow Widzów: 50.788 Sędzia: Leopold Sylvain Horn |
|            |                      |        |              |                                                                 |

| 25.11.1964 | Liverpool · St. John 9' · Hunt 43' · Yeats 50' | 3:02:0 | RSC Anderlecht | Anfield Road, Liverpool Widzów: 44.516 Sędzia: Günther Baumgärtel |
|            |                                                |        |                |                                                                   |

### Rewanże
| 18.11.1964 | Lyn Fotball · Seemann 67' | 1:30:0 | DWS Amsterdam · Geurtsen 59' · Temming 62' · Hollander 76' | Bislett Stadion, Oslo Widzów: 7.386 Sędzia: Erwin Vetter |
|            |                           |        |                                                            |                                                          |

| 09.12.1964 | SL Benfica · Coluna 38' · José Augusto 40', 67' · Eusébio 52' · Torres 85' | 5:02:0 | FC La Chaux-de-Fonds | Estádio da Luz, Lizbona Widzów: 34.471 Sędzia: Jean Kitabdijan |
|            |                                                                            |        |                      |                                                                |

| 03.12.1964 | Dinamo Bukareszt | 0:10:0 | Inter Mediolan · Domengini 57' | Stadionul Național, Bukareszt Widzów: 33.741 Sędzia: Dimitrios Wlachojanis |
|            |                  |        |                                |                                                                            |

| 26.11.1964 | 1. FC Köln · Thielen 19' · Müller 74' | 2:11:1 | Panathinaikos AO · Komianidis 5' | Müngersdorfer Stadion, Kolonia Widzów: 61.245 Sędzia: Hugh Phillips |
|            |                                       |        |                                  |                                                                     |

| 02.12.1964 | Dukla Praga · Geleta 60', 78' | 2:20:1 | Real Madryt · Felo 14' · Amancio 86' | Stadion Na Strahově, Praga Widzów: 39.290 Sędzia: Aleksandr Goraczniak |
|            |                               |        |                                      |                                                                        |

| 06.12.1964 | Łokomotiw Sofia · Debarski 9', 39' · Wasilew 29' · Milew 81' | 4:33:1 | Vasas ETO Győr · Győrfi 19' · Povázsai 46' · Keglovich 81' | Stadion Wasyla Lewskiego, Sofia Widzów: 16.303 Sędzia: Alois Obtulovic |
|            |                                                              |        |                                                            |                                                                        |

| 08.12.1964 | Rapid Wiedeń | 0:20:1 | Rangers · Forrest 19' · Wilson 53' | Praterstadion, Wiedeń Widzów: 69.272 Sędzia: Gyula Emsberger |
|            |              |        |                                    |                                                              |

| 16.12.1964 | RSC Anderlecht | 0:10:0 | Liverpool · Hunt 90' | Heysel, Bruksela Widzów: 47.998 Sędzia: Anton Bucheli |
|            |                |        |                      |                                                       |

## 1/4 finału
| Drużyna 1      | Wynik dwumeczu | Drużyna 2      | Pierwszy mecz | Drugi mecz |
| -------------- | -------------- | -------------- | ------------- | ---------- |
| 1. FC Köln     | 0:01           | Liverpool      | 0:0           | 0:0        |
| Inter Mediolan | 3:2            | Rangers        | 3:1           | 0:1        |
| DWS            | 1:2            | Vasas ETO Győr | 1:1           | 0:1        |
| SL Benfica     | 6:3            | Real Madryt    | 5:1           | 1:2        |

1Liverpool przeszedł do 1/2 finału po dodatkowym meczu z Köln (2:2), dzięki losowaniu monetą.

### Pierwsze mecze
| 10.02.1965 | 1. FC Köln | 0:0 | Liverpool | Müngersdorfer Stadion, Kolonia Widzów: 39.139 Sędzia: Antonio Sbardella |
|            |            |     |           |                                                                         |

| 17.02.1965 | Inter Mediolan · Suárez 48' · Peiró 50', 51' | 3:10:0 | Rangers · Forrest 64' | San Siro, Mediolan Widzów: 49.520 Sędzia: Dittmar Huber |
|            |                                              |        |                       |                                                         |

| 24.02.1965 | DWS Amsterdam · Schrijvers 78' (k.) | 1:10:1 | Vasas ETO Győr · Korsós 21' | Stadion Olimpijski, Amsterdam Widzów: 46.915 Sędzia: Pierre Schwinte |
|            |                                     |        |                             |                                                                      |

| 25.02.1965 | SL Benfica · José Augusto 9' · Eusébio 12', 25' · Simões 75' · Coluna 85' | 5:13:0 | Real Madryt · Amancio 58' | Estádio da Luz, Lizbona Widzów: 64.256 Sędzia: Kevin Howley |
|            |                                                                           |        |                           |                                                             |

### Rewanże
| 17.02.1965 | Liverpool | 0:0 | 1. FC Köln | Anfield Road, Liverpool Widzów: 48.948 Sędzia: Joseph Barbéran |
|            |           |     |            |                                                                |

| 03.03.1965 | Rangers · Forrest 6' | 1:0 | Inter Mediolan | Ibrox Park, Glasgow Widzów: 78.872 Sędzia: Kurt Tschenscher |
|            |                      |     |                |                                                             |

| 10.03.1965 | Vasas ETO Győr · Povázsai 87' | 1:00:0 | DWS Amsterdam | Stadion Vagongyári pálya, Győr Widzów: 16.165 Sędzia: Marian Koczner |
|            |                               |        |               |                                                                      |

| 17.03.1965 | Real Madryt · Grosso 10' · Gento 70' | 2:11:1 | SL Benfica · Eusébio 41' | Estadio Santiago Bernabéu, Madryt Widzów: 73.012 Sędzia: Hugh Phillips |
|            |                                      |        |                          |                                                                        |

### Dodatkowy mecz
| 24.03.1965 | 1. FC Köln · Thielen 40' · Löhr 48' | 2:21:2 | Liverpool · St. John 22' · Hunt 37' | Feijenoord Stadion, Rotterdam Widzów: 47.862 Sędzia: Robert Schaut |
|            |                                     |        |                                     |                                                                    |

## 1/2 finału
| Drużyna 1      | Wynik dwumeczu | Drużyna 2      | Pierwszy mecz | Drugi mecz |
| -------------- | -------------- | -------------- | ------------- | ---------- |
| Vasas ETO Győr | 0:5            | SL Benfica     | 0:1           | 0:4        |
| Liverpool      | 3:4            | Inter Mediolan | 3:1           | 0:3        |

### Pierwsze mecze
| 30.04.1965 | Vasas ETO Győr | 0:10:0 | SL Benfica · José Augusto 70' | Népstadion, Budapeszt Widzów: 62.327 Sędzia: Waldemar Hansen |
|            |                |        |                               |                                                              |

| 04.05.1965 | Liverpool · Hunt 3' · Callaghan 33' · St. John 74' | 3:12:1 | Inter Mediolan · Mazzola 10' | Anfield Road, Liverpool Widzów: 54.082 Sędzia: Karl Kainer |
|            |                                                    |        |                              |                                                            |

### Rewanże
| 06.05.1965 | SL Benfica · Eusébio 22', 41' · Torres 34', 41' | 4:0 | Vasas ETO Győr | Estádio da Luz, Lizbona Widzów: 43.875 Sędzia: Jean Kitabdijan |
|            |                                                 |     |                |                                                                |

| 12.05.1965 | Inter Mediolan · Corso 8' · Peiró 10' · Facchetti 62' | 3:02:0 | Liverpool | San Siro, Mediolan Widzów: 76.601 Sędzia: José Maria Ortiz de Mendibil |
|            |                                                       |        |           |                                                                        |

## Finał
| 27.05.1965 | Inter Mediolan · Jair 42' | 1:0 | SL Benfica | San Siro, Mediolan Widzów: 85.000 Sędzia: Gottfried Dienst |
|            |                           |     |            |                                                            |

| Inter | Benfica |

| INTER:          |    |                    |
|                 |    |                    |
| BR              | 1  | Giuliano Sarti     |
| OB              | 2  | Tarcisio Burgnich  |
| OB              | 3  | Giacinto Facchetti |
| OB              | 5  | Aristide Guarneri  |
| OB              | 6  | Armando Picchi     |
| PO              | 4  | Gianfranco Bedin   |
| PO              | 10 | Luis Suárez        |
| PO              | 11 | Mario Corso        |
| NA              | 7  | Jair da Costa      |
| NA              | 8  | Sandro Mazzola     |
| NA              | 9  | Joaquín Peiró      |
| Trener:         |    |                    |
| Helenio Herrera |    |                    |

| BENFICA:      |    |                 |
|               |    |                 |
| BR            | 1  | Costa Pereira   |
| OB            | 2  | Domiciano Cavém |
| OB            | 3  | Fernando Cruz   |
| OB            | 4  | Germano         |
| OB            | 5  | Raúl Machado    |
| PO            | 6  | José Neto       |
| PO            | 7  | José Augusto    |
| PO            | 8  | Mário Coluna    |
| NA            | 9  | José Torres     |
| NA            | 10 | Eusébio         |
| NA            | 11 | António Simões  |
| Trener:       |    |                 |
| Elek Schwartz |    |                 |

## Czołowi strzelcy
9 goli
- Eusébio (Benfica)
- José Augusto Torres (Benfica)

7 goli
- Roger Hunt (Liverpool)
- Nikola Kotkow (Łokomotiw)

6 goli
- Amancio Amaro (Real)
- Jim Forrest (Rangers)

5 goli
- Francisco Gento (Real)
- Ian St. John (Liverpool)
- José Augusto (Benfica)

4 gole
- Spiro Debarski (Łokomotiw)
- Ramón Grosso (Real)
- László Keglovich (Vasas ETO)
- László Povaszai (Vasas ETO)
- Bo Larsson (Malmö)
- Mos Temming (DWS)